# Patronímico
El patronímico (del griego ático πατήρ, πατρός [patēr, patrós] ‘padre’ y del dórico y eólico ὄνυμα [ónyma] ‘nombre’ más el sufijo -ικός [-icós] ‘cualidad’, ‘relación’) es un nombre propio que designa ascendencia, filiación o linaje. Puede ser un apellido o bien una forma derivada del nombre del padre o ascendiente usada después del nombre de pila, costumbre aún vigente en Ucrania, Rusia y otros países eslavos.
Entre los griegos y romanos, se decía del nombre que, derivado del perteneciente al padre u otro antecesor masculino y aplicado al hijo y otro descendiente, denotaba en estos la calidad de tales. El nombre del padre se ponía en genitivo; p. ej.: de «Petrus», «Petri». Los apellidos patronímicos primitivos variaban en cada generación, cuando no coincidían los nombres de padre e hijo. Solo se hicieron hereditarios de modo absoluto en los primeros años de los tiempos modernos. Deben diferenciarse de los gentilicios, denominaciones derivadas del lugar de procedencia de la persona o su familia, y de los matronímicos.

## Historia de los patronímicos en España
El patronímico no ha tenido un significado constante a lo largo de la historia de España. Originalmente el patronímico era el único elemento que se añadía al nombre de pila de la persona y se hacía de manera completamente regular. Es decir, si había un Ruy Fernández, se podía estar seguro de que era hijo de un Fernando. La situación empieza a cambiar hacia 1200. El patronímico deja entonces de formarse a partir del nombre del padre, en su lugar se escoge el nombre de algún pariente que tenía la misma combinación de nombre y patronímico. En el ejemplo anterior, este Ruy Fernández tendría probablemente un ascendiente llamado Ruy Fernández también. En esta época muchas familias nobles han adoptado ya un apellido que no varía y que se coloca tras el patronímico.[cita requerida]
La costumbre se modifica de nuevo hacia finales del siglo XVI cuando el Concilio de Trento elimina su uso. [cita requerida] A partir de ese momento comienza un período en el que su empleo es muy errático, pero algunas familias empiezan a asociar de forma más o menos permanente sus apellidos con ciertos patronímicos y toponímicos. Así surgen combinaciones como Álvarez de Toledo, Fernández de Córdoba, Ponce de León, etc., que han llegado a nuestros días combinados. Durante este tiempo la elección de apellidos no se sujeta a normas estrictas y muchas personas adoptan un apellido que se transmite de modo inmutable de padre a hijo.
En 1870 entra en vigor en España una nueva normativa para el uso de los apellidos y, a partir de ese momento, la asignación de apellidos deja de ser una elección de los padres o del individuo para convertirse en una regla administrativa.
En muchas zonas de la península, pero especialmente en Álava y Navarra, perdura la combinación en el apellido del patronímico y toponímico, lo que se ha dado en llamar como apellido compuesto alavés dado su elevado porcentaje entre la población alavesa; por ejemplo «Martínez de Eulate».

## Origen de los patronímicos castellanos en -(e)z
El origen de los apellidos patronímicos acabados en -(e)z, típicos de la antigua corona de Castilla, ha sido muy debatido, y no se ha llegado a un consenso sobre el tema.

### Hipótesis latina
En latín, el caso genitivo es la declinación que se usa para indicar propiedad o descendencia, usándose entonces en este caso la terminación -ius. Así el hijo de Gratus puede ser Gratius, y el suyo Gratidius; de Quintus, Quintius y de éste, Quintilius, etc.  En el período de formación de las lenguas romances, y entre ellas el castellano, el nombre del padre en genitivo se habría vuelto el apellido del hijo; pero dicha transición ha sido tosca, ruda y arbitraria, por no decir iletrada en su mayoría, resultando en que nombres hispanorromanos como Munio acaben en los patronímicos Munizi o Munionis; Sanctius (o Sancio o Sango) resulta en Sancii, Sangizi y Sancionis. Luego los germánicos Guter y Gutier resultan en Guterrizi; Rodericus o Rudericus, acaban en Roderici, Rodrigizi, Rudriquizi y Roderiquizi. «Formas indecisas» les llama José Godoy Alcántara, quien agrega que pronto el uso abolió la última vocal, y que luego la <z> desplazó a la <s> y a la <t>. Finalmente, la desinencia <-iz>, que habría predominado, evolucionaría a <-ez>, quedando pocos sobrevivientes, entre los cuales Gomis, Ferrandiz, Llopis, Muñiz y Ruiz.
Concluye Godoy Alcántara que: 

Sincopados los nombres por el uso vulgar hasta quedar á veces reducidos á monosílabos, produjeron también en esta forma patronímicos. Ferrando, reducido a Fer, hizo Ferraz, Ferriz, Ferruz [...] Rodericus ó Rudericus, contraido á Roy ó Ruy, formó Roiz y Ruiz [...] Pay, síncope de Pelai, produjo Paez. El acento peculiar de las provincias modificaba las desinencias: Aragon y Navarra hacia del iz y ez, eiz, y pronunciaban Lopeiz y Bermudeiz, y del onis, oil, diciendo por Galindonis Galindoiz [...] De todo nombre, cualquiera que fuese la procedencia, sacaban patronímico, acomodado ó más ó menos aproximado á alguna de estas várias formas de genitivo.

En opinión del académico Alfonso Irigoyen, se trataría del sufijo posesivo latino -o/-onis que en euskera dio -iz/-itz y de esta lengua pasó al castellano como -ez. En la documentación del País Vasco, son comunes los patronímicos terminados en -itz e -iz (Lopitz, Lopiz).

### Hipótesis germánica
Los patronímicos típicos de la corona de Castilla se derivan del nombre del padre mediante los sufijos «-ez», «-oz», «-iz» y hasta «-az». No queda claro el origen de esta terminación. Se le atribuye de manera habitual al idioma gótico (-*iks), pues es en los nombres visigodos donde podemos encontrar con mayor frecuencia esta terminación patronímica. Sin embargo, no la encontramos en las restantes lenguas germanas; y de hecho, Godoy Alcántara enfatiza que «los visigodos no conocieron nombres de familia» y que «los muzárabes, entre quienes se perpetuó el estado de la sociedad visigoda, no conocieron los nombres de familia».

### Hipótesis vascuence
En estudios sobre la historia de la lengua castellana, estudiosos como Rafael Lapesa y Ralph John Penny, escribieron y publicaron que se trata más bien de un sufijo de origen prerromano heredado por esta lengua germana; tampoco deja de ser significativo el hecho de que estos sufijos «-ez», «-iz» y «-oz» son los sufijos de origen o contenido en euskera, como «egurrez» («de madera», egur=madera), «harriz» («de piedra», harri=piedra), «latinez» («del latín») y «ardoz» («de vino»; «ardoz bete»: «lleno de vino», ardo=vino). La forma gramatical del patronímico es muy parecida a la del euskera. En euskera, se añade el sufijo «-z» si la palabra acaba en vocal, como en «Muñoz» (de «Munio»), o «-ez» si acaba en consonante, como en «Antúnez» (de «Antón»). Este no es siempre el caso con el patronímico, ya que hay muchos ejemplos de apellidos acabados en -ez cuyo nombre original terminaba en 'o', como Galíndez (de Galindo). Sin embargo, en documentos del siglo X, XI y XII relacionados con el monasterio de Santa María de Nájera, encontramos gran cantidad de variaciones de estos apellidos; entre ellos, Galindoz, Enecoz, Albaroz, Velascoz, Gustioz, Munioz de Alava, Lopiz de Clavijo o Lopiz de Bizcaya. Recordemos que algunas de las primeras palabras en Euskera fueron escritas, al igual que las primeras palabras en castellano, en el Monasterio de San Millán de la Cogolla, en el sur de La Rioja. Tal vez ese patronímico castellano -ez sea un auténtico préstamo lingüístico del euskera, posiblemente transmitido desde Navarra, pues la lengua castellana primitiva obtuvo numerosos préstamos del vascuence a través del Reino de Navarra, debido a la influencia que ejerció este reino entre los siglos IX y XI.
El primer rey navarro Íñigo Íñiguez, también conocido como Íñigo Arista de Pamplona, fue el primer monarca ibérico en utilizar el patronímico -ez, circunstancia que refuerza la teoría del origen vascuence del mismo. El nombre de su hijo, Gartzea Eneko, segundo rey de Pamplona, significa "Eneko el joven", derivaría en García Íñiguez, lo que indica que García e Íñigo provendrían del euskera.
Mientras que el sufijo -ez era la norma entre los primeros reyes navarros y señores de Vizcaya, los primeros usos del sufijo -ez entre la monarquía leonesa provinieron de las reinas consortes navarras Jimena de Asturias, Oneca de Pamplona o Urraca Fernández. Estas alianzas matrimoniales entre los reinos cristianos de Navarra y León fueron habituales en los siglos IX, X y XI para protegerse del ataque musulmán.
Por otro lado, el primer rey de Aragón, Ramiro I, es hijo de Sancho Garcés III de Pamplona (la 'z' en euskera se pronuncia de manera similar a la 's' en castellano) o Sancho el Mayor, nieto de García Sánchez II de Pamplona y biznieto de Sancho Garcés II de Pamplona, todos ellos reyes navarros que utilizaron el patronímico -ez.
La reconquista se realizó mediante de la repoblación de la cuenca del Duero, cuya población había sido diezmada por los continuos enfrentamientos entre musulmanes y cristianos desde el siglo VIII. Es más que probable que muchos de los repobladores fuesen de origen navarro, vizcaíno, alavés y cántabro y que utilizasen el patronímico -ez.
Es más, cabe pensar que muchos de los que nos parecen apellidos comunes castellanos no solo sean de origen vasco-navarro, sino también de origen real y noble, ya que no es disparatado asumir que las familias reales astur-leonesas, aragonesas, navarras y la nobleza vizcaína, alavesa y riojana tuviesen un mayor número de descendientes que el pueblo llano, dado su superior nivel económico y consecuente esperanza de vida.
Por otro lado, llevar un patronímico indica ser el hijo de alguien. Ese alguien sería una persona importante o por lo menos conocida en el pueblo, ciudad o región. A una persona no se la conocería como Fernández, hijo o hija de Fernando, si nadie sabe quién es Fernando. A menudo, cuando la persona era nueva en un pueblo, se empleaba el toponímico del lugar de donde venía o donde vivía, como Gallego, Castillo, Bergara, Aguirre ("lugar alto que domina un terreno"), Elizondo ("junto a la iglesia"); el antroponímico que describía alguna característica física, como Delgado, Rubio, Ochoa ("el lobo"); o se le conocía por su profesión, como Herrero, Cubero, Olaberría (herrero nuevo) o Salaberría (granjero nuevo). 
Es posible considerar un origen godo ya que el hermano del primer rey de Asturias (Alfonso I) era conocido como Fruela Pérez y en aquel entonces el reino de Navarra no existía. El apellido Pérez le fue dado al ser hijo del duque Pedro de Cantabria (Pere), el cual pertenecía a la aristocracia visigoda desde antes de la invasión musulmana. Sin embargo, el euskera en la antigüedad cubrió un área más amplia que en la actualidad y se cree que su uso llegaba hasta casi la actual Burgos. De hecho, la capital del ducado de Cantabria era Amaya, toponímico en euskera que significa final o destino; lo que indica que quizás esta estuviese situada en la frontera del ducado (Amai = fin, Amaia = el final. La i latina a menudo se escribía con 'y' griega).

### Excepciones
No siempre lo que termina en -ez indica un patronímico relacionado con la ascendencia del padre. Por ejemplo, Chávez, no es hijo de Chavo, sino que originalmente el nombre se escribía en portugués o gallego con "s": Chaves, que significa "llaves".
En portugués esta terminación adquiere la forma -es, y en catalán, donde es más rara, la forma -is. Así, 'hijo de Pedro' recibe, respectivamente, las formas Pérez, Peres y Peris; o 'de Fernando' recibe las formas Fernández, Fernandes y Ferrandis. Otros apellidos frecuentes en catalán con este mismo origen son Eiximenis, Gomis, Llopis y Sanxis (equivalentes a Jiménez, Gómez, López y Sánchez).

## En otras lenguas
En lenguas germánicas tenemos:
- Entre muchas de estas, se añadía el término son o sen («hijo»), o el de genitivo «s» «de», del que derivan la forma alemana norteña «sen» (Jürgensen, Hansen, Erichsen) y con la terminación de genitivo (Peters, Jürgens, Martens), la danesa y noruega «sen» (Andersen, Nielsen), la inglesa «son» (Anderson, Johnson), la sueca son con genitivo añadido que da doble ss (Andersson, Svensson) y la neerlandesa zoon más genitivo (Pieterszoon).

- Islandia es uno de los países que carecen de apellidos, y allí se emplean en su lugar los patronímicos; en el caso de los varones, la terminación es en «son» («hijo»); en el caso de las féminas, en «dóttir» («hija»).

- En los países anglosajones abunda el prefijo «fitz», también con el sentido de «hijo de», aunque posiblemente derivado del latín «filium» mediante el francés normando; este prefijo «fitz», sin embargo, se reservaba para los hijos ilegítimos de noble cuna: en el caso de los hijos del rey, Fitzroy, y en el caso de los hijos de los nobles, Fitzgerald.

En lenguas romances se tiene:
- En italiano, muchos apellidos modernos son en origen patronímicos compuestos por la preposición de o di unida a un nombre de hombre (De Martino, Di Benedetto), de familia (De Carli), de profesión (De Magistris) o de lugar de origen (Di Bari). También la terminación -ini, -ani tiene el mismo significado  (Giacomini, Paolini).
- En francés se ha conservado la preposición «de» unida al nombre del padre (Desimone, Dejean).

En los apellidos de lenguas eslavas:
- Las terminaciones patronímicas son «ovich», «evich», «tich», «ić», «vić», «ewicz», «wiez», «witsch», «ski» (ésta sobre todo en polaco), «ov» y «ev» (Petróvich, Ljubicic, Vodanovic, Nicoláiev, Davýdov, Nijinski). Los apellidos de las mujeres toman desinencias distintas, generalmente agregando la letra «a» al apellido o reemplazando a otra vocal: «ovna», «evna», «ova», «eva», «ska» y «skaya» (Pávlova, Deméntieva).

- En Rusia, el antropónimo de una persona consta de tres elementos: nombre de pila, patrónimo (o nombre patronímico) y apellido. Por ejemplo, Antón Pávlovich Chéjov (Antón, hijo de Pável Chéjov), Marina Pávlovna Chéchneva (Marina, hija de Pável Chéchnev); Serguéi Mijáilovich Eisenstein (Serguéi, hijo de Mijaíl Eisenstein), Maya Mijáilovna Plisétskaya (Maya, hija de Mijaíl Plisetski); Piotr Ilich Chaikovski (Piotr, hijo de Iliá Chaikovski), María Ilínichna Uliánova (María, hija de Iliá Uliánov).
- En Bulgaria tienen un sistema idéntico al ruso, pero el patrónimo termina en «ev», «ov», «eva», «ova» (Petar Toshev Mladenov, Emiliya Ivanova Tsvetkova).

Debido a motivos históricos (la unión de Lituania con Polonia en la Mancomunidad de Polonia-Lituania durante varios siglos, o las anexiones de Alemania y la URSS en el pasado siglo), en lituano hay apellidos con sufijos surgidos para polonizar, teutonizar o rusificar apellidos, así como otros sufijos que indican «soltera" o sufijos toponímicos. Los sufijos estrictamente patronímicos son «"aitis"», «"ius"», «"unas"», «"onis"», «"enas"» e «"ynas"»: Kurtinaitis, Scarunas, Sabonis, Savenas.
En el mundo celta actual, en idioma gaélico se forman con los prefijos «Mac («hijo») y «Nic» («hija»). En la transcripción al inglés, «Mac» es el prefijo que se utiliza tanto para hombres como para mujeres, aunque puede abreviarse en «Mc»: así, los patronímicos gaélicos MacDhòmhnaill y NicDhòmhnaill aparecen en otras lenguas como MacDonald o McDonald. En Irlanda, el prefijo puede transformarse también en «Mag» o en «M'». Sin embargo, en apellidos irlandeses es más habitual el prefijo «Ó» («nieto»), transcrito en inglés como «O'»: así, el apellido Ó Dhòmhnaill aparece en otras lenguas como O'Donnell.
En las lenguas semíticas, como el árabe o el hebreo, se expresa con la palabra «ben» («hijo»). «Mohamed ben Yusef» significa «Mohamed hijo de Yusef»; y «Judah ben Hur», «Judah hijo de Hur». En árabe puede abreviarse como «aben, y, en lugar de decir «Mohamed ben Yusef», se puede decir simplemente «Aben Yusef». Dado que en árabe no se escriben las vocales, «ben» se puede ver escrito - dependiendo del dialecto - en caracteres latinos también como «bin», «ebn» o «ibn» (cf. los prefijos «ben» y «beni», de idéntico significado, que forman parte del nombre de muchas localidades españolas de la provincia de Alicante: Beniardá..., y de la provincia de Málaga: Benalmádena...)
En georgiano, las terminaciones patronímicas más comunes son «dze» («hijo de») en el oeste de Georgia y «shvili» («niño de») en el este, como aparecen, por ejemplo, en el apellido del futbolista georgiano Shotá Arveladze, y en Dzhugashvili, el apellido de Stalin.
En Azerbaiyán es costumbre con el nombre de pila añadir el del padre con la partícula «oğlu» en el caso de los varones (como Heydər Əlirza oğlu Əliyev), y la partícula «qızı» en el caso de las féminas (como Aygün Ələsgər qızı Kazımova).

## Lista de patronímicos ibéricos
| Nombre castellano                  | Nombre portugués       | Nombre catalán | Nombre arcaico                                         | Patronímico castellano        | Patronímico galaico-portugués | Patronímico catalán |  |
| ---------------------------------- | ---------------------- | -------------- | ------------------------------------------------------ | ----------------------------- | ----------------------------- | ------------------- |  |
| Alfonso (castellano),              | Afonso (portugués)     |                |                                                        | Alfonso, Alfónsez             | Afonso, Afonsez               |                     |  |
| Álvaro                             | Álvaro                 |                |                                                        | Álvarez                       | Álvares/Alves                 |                     |  |
| Antón, Antonio                     | Antom/Antão/António    |                |                                                        | Antúnez                       | Antunes                       |                     |  |
| Benito, Benedicto                  | Beneito, Bento, Bieito |                |                                                        | Benítez, Benéitez             | Bentes, Bieites, Biéitez      |                     |  |
| Bermudo, Vermudo                   | Bermudo, Vermudo       |                |                                                        | Bermúdez, Vermúdez            | Bermudes                      |                     |  |
| Bernardo, Bernaldo                 | Bernardo, Bernaldo     |                |                                                        | Bernárdez, Bernáldez          | Bernardes                     |                     |  |
| Diego                              | Diogo                  |                |                                                        | Díaz, Díez, Diéguez           | Dias, Diegues                 |                     |  |
| Domingo                            | Domingo, Domingos      | Domènec        |                                                        | Domínguez                     | Domingues                     | Domènech            |  |
|                                    | Egaz, Egas             |                |                                                        | Viegaz                        | Viegas                        |                     |  |
| Enrique                            | Henrique               |                |                                                        | Enríquez                      | Henriques                     |                     |  |
| Ermígio, Hermígio                  | Ermígio, Hermígio      |                |                                                        | Ermíguez                      | Hermigues                     |                     |  |
| Esteban                            | Estêvão                |                |                                                        | Estébanez, Estévez            | Esteves, Estévez              |                     |  |
| Facundo                            | Facundo                |                |                                                        | Fagúndez/Agúndez              | Fagundes                      |                     |  |
| Fáfila, Fávila                     | Fáfila, Fávila         |                |                                                        | Fáfez, Fáfilaz                | Fafes, Fáfilas                |                     |  |
| Fernando, Hernando, Fernán, Hernán | Fernando, Fernão       | Ferrán         |                                                        | Fernández, Hernández, Hernanz | Fernandes                     | Ferrandis           |  |
| Froila, Fruela                     | Froila, Fruela         |                |                                                        | Froilaz, Fruelaz              | Froilas, Fruelas              |                     |  |
| García                             | Garcia                 |                |                                                        | Garcés                        | Garcês                        |                     |  |
| Gerardo,                           | Geraldo                |                | Giraldo                                                | Geráldez, Giráldez            | Geraldes                      |                     |  |
|                                    | Godinho, Godim         |                |                                                        | Godínez                       | Godins                        |                     |  |
|                                    |                        |                | Gomesco, Gome, Gomo                                    | Gómez                         | Gomes                         | Gomis               |  |
| Gonzalo (castellano)               | Gonçalo                |                |                                                        | González                      | Gonçalves                     |                     |  |
|                                    |                        |                | Gutier, Gutierre, Guterre                              | Gutiérrez                     | Guterres                      |                     |  |
| Juan                               | João                   |                | Ioannes (latín)                                        | Yáñez, Ibáñez                 | Eanes, Anes                   |                     |  |
| Lope                               | Lope                   |                | Lopo                                                   | López                         | Lopes                         | Llopis              |  |
| Marcos                             | Marcos                 |                |                                                        | Márquez                       | Marques                       |                     |  |
| Martín                             | Martim, Martinho       |                |                                                        | Martínez                      | Martins                       |                     |  |
|                                    |                        |                | Menendo, Men, Mendo, Mem                               | Menéndez, Méndez              | Mendes                        |                     |  |
| Miguel                             | Miguel                 |                |                                                        | Miguez                        | Migueis                       |                     |  |
|                                    |                        |                | Muño, Monio (arcaico)                                  | Muñoz, Muñiz                  | Moniz, Munhoz                 |                     |  |
| Nuño                               | Nuno                   |                |                                                        | Núñez                         | Nunes                         |                     |  |
| Ordoño                             | Ordonho                |                |                                                        | Ordóñez, Ortiz                | Ordonhes                      |                     |  |
| Pelayo                             | Paio (arcaico)         |                |                                                        | Peláez, Páez                  | Pais                          |                     |  |
| Pedro                              | Pedro                  | Pere           | Pero                                                   | Pérez                         | Peres/Pires                   | Peris               |  |
| Ramiro                             | Ramiro                 |                |                                                        | Ramírez                       | Ramires                       | Ramis               |  |
| Rodrigo                            | Rodrigo                |                |                                                        | Rodríguez                     | Rodrigues                     |                     |  |
| Ruy (castellano arcaico)           | Rui (portugués)        |                | Roi (arcaico) (forma arcaica hipocorística de Rodrigo) | Ruiz                          | Ruis, Rois                    |                     |  |
| Sancho                             | Sancho                 | Sancho         |                                                        | Sánchez                       | Sanches                       | Sanchis, Sanxis     |  |
| Suero (arcaico)                    | Soeiro (arcaico)       |                |                                                        | Suárez                        | Soares                        |                     |  |
| Tello                              | Telo (arcaico)         |                |                                                        | Téllez                        | Teles                         |                     |  |
|                                    | Varão (arcaico)        |                |                                                        | Varón                         | Varão                         |                     |  |
| Velasco, Vasco (arcaico)           | Velasco, Vasco         |                |                                                        | Velázquez, Vázquez            | Vasques, Vaz                  |                     |  |
|                                    | Vímara (arcaico)       |                |                                                        | Vimaránez                     | Vimaranes, Guimarães          |                     |  |
| Jimeno                             | Ximeno                 | Ximeno         |                                                        | Giménez, Jiménez              | Ximenes                       | Ximenis             |  |